# École secondaire d'Oka
L’école secondaire d'Oka ou ESO est une école publique secondaire construite en 1881 à Oka, au Québec.
L'école secondaire d'Oka offre un programme d'éducation internationale, aussi appelé PÉI, en plus du programme d'enseignement secondaire régulier.

## Histoire
À sa construction en 1881, elle sert d'abord de monastère. Les moines cisterciens y enseignent l'agriculture. En 1930, une autre bâtiment est construit à l’arrière pour abriter l'Institut agricole d'Oka à laquelle s'ajoute bien vite une école de médecine vétérinaire. Ce sont les locaux où l'école se trouve présentement. Vers les années 1960, elle est transformée en un collège privé géré par les pères de la Consolata.
La commission scolaire Blainville-Deux-Montagnes fit l'acquisition de la propriété vers le début des années 1970 pour en faire une école publique. Aujourd'hui, elle fait partie de la Commission Scolaire de la Seigneurie-des-Mille-Îles.

## Au cinéma et à la télévision
Certaines scènes du film Gothika ont été tournées du 5 au 9 mai 2003 à l'école secondaire d'Oka.
Une scène du film Mommy de Xavier Dolan l'est également.
Dans la série télévisée Légendes urbaines édition paranormale S01E10 diffusée à Canal D, on voit l'extérieur et l'intérieur de l'école (présentée comme étant le Sanatorium de Waverly Hills) au début de l'émission.

## Anciens élèves
- Arthur Sauvé[6]
- Jocelyn Desjardins [réf. souhaitée]

### Lien Externe
- Site Officiel